# Angelo Maria Mazzia
Angelo Maria Mazzia (Roggiano Gravina, ottobre 1823 – Napoli, 1891) è stato un pittore italiano.

## Biografia
Nato in un paese in provincia di Cosenza, era figlio del pittore Francesco. Angelo Maria Mazzia ebbe una formazione classica, in Seminario. Con una borsa di studio si trasferì a Napoli, con l'idea di diventare veterinario; frequentò anche un corso privato di disegno, tenuto da Giuseppe Cammarano, e poté così vincere il concorso per accedere all'Accademia di belle arti di Napoli, dove divenne allievo di Giuseppe Mancinelli, di Costanzo Angelini e di Camillo Guerra.
Alla mostra Borbonica del 1854 presentò Martirio di San Sebastiano e nel 1859 espose Assunta con coro d'Angeli, opera premiata con medaglia d'oro.
Nel 1860 vinse il concorso per l'insegnamento del Disegno all'Accademia, presentando uno studio geometrico e nel 1872 divenne professore di Disegno alla scuola di Portici. A Milano, alla mostra del 1872 dell'Accademia di belle arti di Brera, espose Dante nella luce, Roma nelle tenebre, tela che fu riproposta nel 1873, all'Esposizione universale di Vienna.
Alla Galleria dell'Accademia di belle arti di Napoli si conserva il Ritratto di Costanzo Angelini - suo professore - olio su tela, 77,5x105,5.
Tra i suoi numerosi allievi, Enrico Salfi. Il Comune di Roggiano Gravina gli ha dedicato una via.

### Altre sue opere
- Omero sulla tomba di Ettore
- Ritratto di Errico Petrella, Conservatorio di musica San Pietro a Majella
- Santa Cristina (già alla Reggia di Caserta)
- Vergine delle catacombe, 1861, Museo di Capodimonte
- Papa Clemente VII e l'imperatore Carlo V, 1864
- Dante nella fossa degli Ipocriti, 1866